# Замятнин, Павел Николаевич
Павел Николаевич Замятнин (1805—1879) — генерал-майор, военный губернатор Красноярска и енисейский гражданский губернатор (1861—1868). Брат министра юстиции Д. Н. Замятнина.

## Биография
Родился 9 (21) июня 1805 года в дворянской семье Николая Сергеевича Замятнина (1763—1821) и его супруги Варвары Ивановны, урожд. Граве (ум. 1809). Образование получил в Благородном пансионе при Императорском Царскосельском лицее, из воспитанников которого 6 апреля 1824 года произведён в корнеты в лейб-гвардии Кирасирский полк. Участвовал в усмирении польского восстания 1831 года, за отличия награждён орденом Святой Анны 3-й степени с бантом.
В начале 1850-х годов Замятнин состоял по особым поручениям при Московском военном генерал-губернаторе; 13 мая 1855 года произведён в полковники и вскоре назначен московским полицеймейстером. В 1858 году перечислен в гражданское ведомство с назначением состоять при Министерстве внутренних дел; 10 сентября 1858 года произведён в действительные статские советники; 6 декабря 1861 года из действительных статских советников переименован в генерал-майоры и назначен военным губернатором Красноярска и енисейским гражданским губернатором. Старшинство в чине генерал-майора было дано с 30 августа 1865 года.

### Енисейский губернатор
Замятнин приехал в Красноярск и вступил в должность 17 февраля 1862 года.
Во время губернаторства Замятнина в селах и деревнях губернии было открыто 77 народных школ. Он инициировал создание в Красноярске мужской гимназии (открылась 1 июля 1868 года) и женского училища (открылась 21 августа 1869 года).
П. Н. Замятнин ходатайствовал о зачислении Сурикова в число учеников Академии художеств. В Красноярском краеведческом музее хранится одна из ранних работ Сурикова — портрет губернатора Замятнина. Вероятно, акварель сделана по фотографии.

С декабря 1860 года по март 1864 года в Красноярске жил М. В. Буташевич-Петрашевский, который оказывал определённое влияние на городскую думу и купечество; и у Замятнина возник конфликт с красноярскими купцами. 
По распоряжению Замятнина все французы, сосланные по польскому восстанию, были высланы из Красноярска «как опасные враги женской добродетели». Приказ, однако, был отменён и французы жили в Красноярске до помилования 28 октября 1866 года.
При губернаторе Замятнине на Енисее появились пароходы; 18 ноября 1863 года в Красноярске начала работу телеграфная станция; в сентябре 1865 года — открылся фотосалон.
Содействовал открытию церквей в тюрьмах. В 1862 году открылась церковь в Красноярском тюремном замке, построенная на средства купца И. Г. Щеголева. 10 декабря 1864 года освящена церковь в Канском остроге. В 1865 году освящены церкви в Енисейском и Минусинском острогах. В 1866 году освящена церковь в Ачинском остроге.
В Красноярске дочь Павла Николаевича — Варвара — вышла замуж за командира Енисейского городового казачьего конного полка Ивана Ивановича Корха. Молодая семья снимала квартиру на втором этаже усадьбы семьи Суриковых.
Красноярская городская дума избрала Замятнина почётным гражданином Красноярска.
29 февраля 1868 года уволен от должности губернатора и зачислен по запасным войскам, где и состоял до конца жизни.
Умер 3 мая 1879 года. Похоронен на кладбище Новодевичьего монастыря в Москве. Рядом похоронена супруга Павла Николаевича — Наталья Александровна Хрущова (28 октября 1822 — 22 июня 1889).

## Награды
- Орден Святой Анны 3-й степени с бантом (1831)
- Знак отличия за военное достоинство 4-й степени (1831)
- Орден Святого Владимира 4-й степени (1837)
- Орден Святой Анны 2-й степени (1853)
- Знак отличия беспорочной службы за XV лет (1855)
- Орден Святого Станислава 2-й степени с императорской короной (1856)
- Орден Святого Владимира 3-й степени (1863)
- Орден Святого Станислава 1-й степени (1865)
- Серебряная медаль «За взятие приступом Варшавы»
- Бронзовая медаль «В память войны 1853—1856 гг.» на Владимирской ленте